# Trachemys taylori
Trachemys taylori là một loài rùa trong họ Emydidae. Loài này được Legler mô tả khoa học đầu tiên năm 1960.